# NGC 2395
NGC 2395 (другое обозначение — OCL 502) — рассеянное скопление в созвездии Близнецы.
Этот объект входит в число перечисленных в оригинальной редакции «Нового общего каталога».
Среди 163 звёзд в области скопления 20 являются предполагаемыми его членами. Главная последовательность для них начинается со спектрального класса F5. Среди этих звёзд есть две эволюционировавшие звезды класса F5,  2 красных гиганта, 2 оранжевых карлика.